# 人民花園
人民花園是一座位於斯洛維尼亞馬里波爾的足球場，可容納11,671人。自1960年成立以來，除了1961年初的短暫時期外，它一直是馬里博爾足球俱樂部的主場。

## 其他使用

### 國際足球
人民花園共舉辦了24場斯洛維尼亞國家足球隊的國際比賽。第一場是1994年4月27日與賽普勒斯的友誼賽，斯洛維尼亞以3-0獲勝。

## 外部連結
- Ljudski vrt （页面存档备份，存于） at Šport Maribor （斯洛維尼亞語）
- Ljudski vrt （页面存档备份，存于） at NK Maribor （斯洛維尼亞語）